# Даллон
Далло́н (фр. Dallon) — коммуна во Франции, находится в регионе Пикардия. Департамент коммуны — Эна. Входит в состав кантона Рибмон. Округ коммуны — Сен-Кантен.
Код INSEE коммуны — 02257.

## Население
Население коммуны на 2010 год составляло 377 человек.
| 1962 | 1968 | 1975 | 1982 | 1990 | 1999 | 2010 |
| ---- | ---- | ---- | ---- | ---- | ---- | ---- |
| 274  | 300  | 363  | 369  | 395  | 403  | 377  |

## Экономика
В 2010 году среди 269 человек трудоспособного возраста (15—64 лет) 186 были экономически активными, 83 — неактивными (показатель активности — 69,1 %, в 1999 году было 74,7 %). Из 186 активных жителей работали 170 человек (86 мужчин и 84 женщины), безработных было 16 (6 мужчин и 10 женщин). Среди 83 неактивных 19 человек были учениками или студентами, 45 — пенсионерами, 19 были неактивными по другим причинам.